# Skorać
Skorać este un sat din municipiul Podgorica, Muntenegru. Conform datelor de la recensământul din 2003, localitatea are 112 locuitori (la recensământul din 1991 erau 392 de locuitori).

## Demografie
În satul Skorać locuiesc 81 de persoane adulte, iar vârsta medie a populației este de 33,0 de ani (31,8 la bărbați și 34,4 la femei). În localitate sunt 20 de gospodării, iar numărul mediu de membri în gospodărie este de 5,60.
|  |

| Demografie | Demografie | Demografie |
| An         | Locuitori  | Locuitori  |
| ---------- | ---------- | ---------- |
|            |            |            |
|            |            |            |
|            |            |            |
|            |            |            |
| 1948       | 260        |            |
| 1953       | 264        |            |
| 1961       | 302        |            |
| 1971       | 359        |            |
| 1981       | 375        |            |
| 1991       | 392        | 165        |
| 2003       | 347        | 112        |

| \| Componența etnică conform recensământului din 2003[2] \| Componența etnică conform recensământului din 2003[2] \| Componența etnică conform recensământului din 2003[2] \| Componența etnică conform recensământului din 2003[2] \| Componența etnică conform recensământului din 2003[2] \| \| ----------------------------------------------------- \| ----------------------------------------------------- \| ----------------------------------------------------- \| ----------------------------------------------------- \| ----------------------------------------------------- \| \| \| \| \| \| \| \| Albanezi \| Albanezi \| \| 112 \| 100% \| \| necunoscută \| necunoscută \| \| 0 \| 0% \| |             |  |     |      |
| Componența etnică conform recensământului din 2003 |             |  |     |      |
| |             |  |     |      |
| Albanezi | Albanezi    |  | 112 | 100% |
| necunoscută | necunoscută |  | 0   | 0%   |